# کریستوفر آنتوی آجی
کریستوفر آنتوی آجی (انگلیسی: Christopher Antwi-Adjei؛ زادهٔ ۷ فوریهٔ ۱۹۹۴) بازیکن فوتبال اهل آلمان است.
از باشگاه‌هایی که در آن بازی کرده‌است می‌توان به باشگاه فوتبال پادربورن اشاره کرد.
وی همچنین در تیم ملی فوتبال غنا بازی کرده‌است.